# Tycho Mommsen

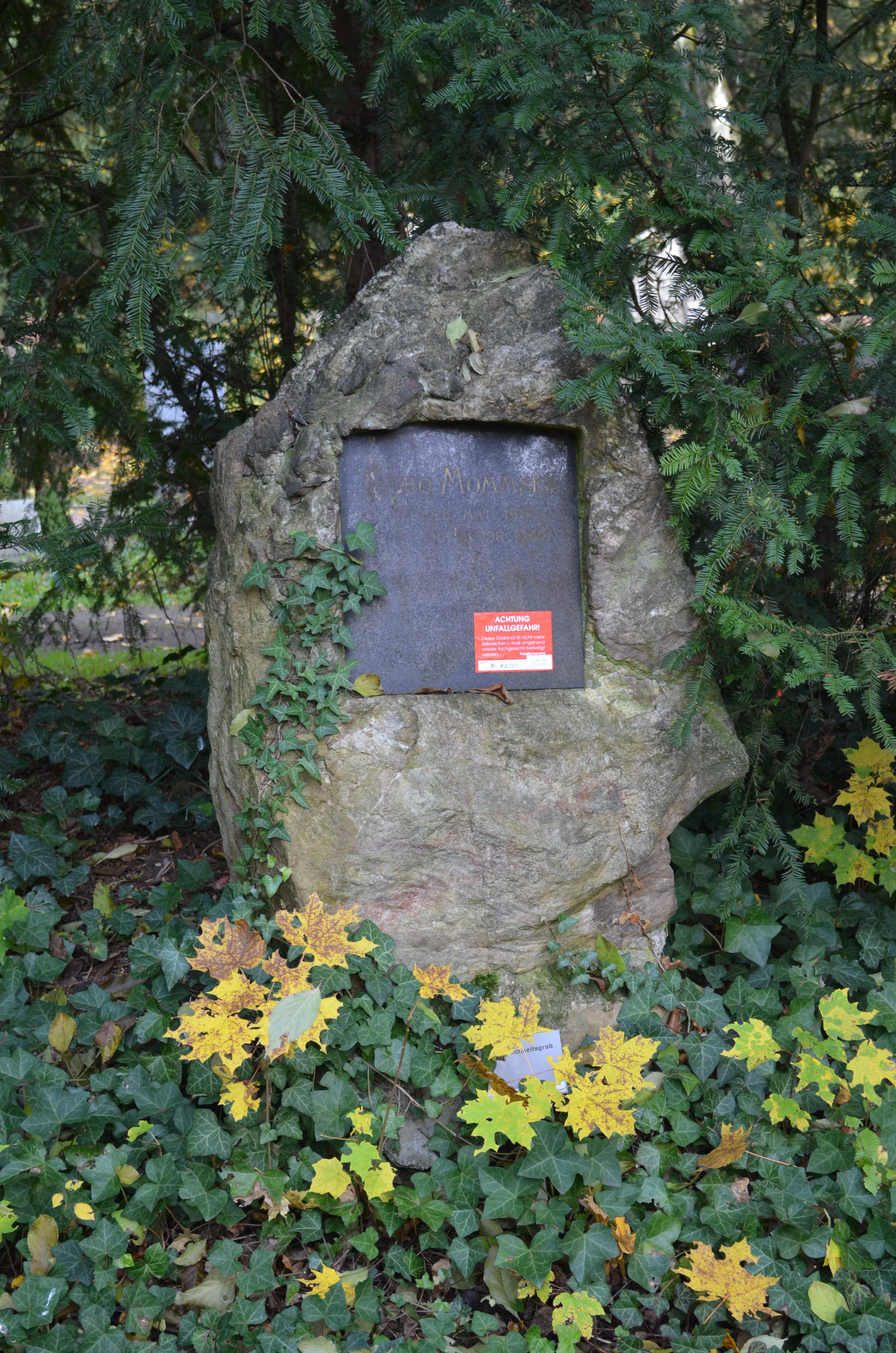
Tycho Mommsens grav i Frankfurt.

Carl Johannes Tycho Mommsen, född 23 maj 1819 i Garding, död 30 november 1900 i Frankfurt am Main, var en tysk filolog. Han var bror till Theodor och August Mommsen.
Mommsen var gymnasialdirektor i Frankfurt am Main 1864–1885 och känd såsom Pindaros- och Shakespearekritiker.